# Thomas Supis
Thomas Supis (* 21. Januar 1992 in Villingen-Schwenningen) ist ein deutscher Eishockeyspieler, der zuletzt bei den Dresdner Eislöwen in der DEL2 unter Vertrag stand.

## Karriere
Thomas Supis begann seine Karriere als Eishockeyspieler in seiner Heimatstadt in der Nachwuchsabteilung des Schwenninger ERC. Von dort wechselte er zu den Eisbären Juniors Berlin, für die er von 2007 bis 2011 in der Deutschen Nachwuchsliga aktiv war. Parallel spielte er von 2009 bis 2011 für den FASS Berlin in der viertklassigen Eishockey-Regionalliga bzw. der drittklassigen Eishockey-Oberliga. In der Saisonvorbereitung 2010 gewann er mit den Eisbären Berlin die European Trophy. In der Saison 2011/12 gab der Verteidiger sein Debüt für die Eisbären Berlin in der Deutschen Eishockey Liga. Mit den Eisbären wurde er auf Anhieb in seinem Rookiejahr Deutscher Meister. Zu diesem Erfolg trug er mit zwei Torvorlagen in insgesamt 38 Spielen bei. Parallel stand er als Leihspieler auch weiterhin für den FASS Berlin in der Oberliga auf dem Eis. 
Im September 2013 erhielt Supis eine Förderlizenz für die Dresdner Eislöwen aus der DEL2. 
Im Mai 2014 unterschrieb er einen Zweijahresvertrag bei den Krefeld Pinguinen. Im Rahmen der Förderlizenzregelung konnte Thomas Supis parallel beim Kooperationspartner Lausitzer Füchse in der DEL2 auflaufen. Er blieb letztlich bis zum Ende der Saison 2016/17 in Krefeld.
Zur Saison 2017/18 wechselte Supis zu den Ravensburg Towerstars in die DEL2 und spielte dort bis 2020. Dabei erzielte Supis in 153 Spielen elf Tore und gab 28 Assists und erreichte mit dem Team den Gewinn der DEL2-Meisterschaft in der Saison 2018/19. Im Dezember 2020 erhielt er einen Vertrag bei den Dresdner Eislöwen und kehrte damit zu dem Team aus Sachsen zurück.

### International
Für Deutschland nahm Supis an der U18-Junioren-Weltmeisterschaft der Division I 2010 teil, bei der er mit seiner Mannschaft den Aufstieg in die Top-Division erreichte. Auch bei der U20-Junioren-Weltmeisterschaft der Division IA 2012 stieg er mit Deutschland in die Top-Division auf.

## Erfolge und Auszeichnungen
- 2010 European-Trophy-Gewinn mit den Eisbären Berlin
- 2012 Deutscher Meister mit den Eisbären Berlin
- 2019 DEL2-Meister mit den Ravensburg Towerstars

### International
- 2010 Aufstieg in die Top-Division bei der U18-Junioren-Weltmeisterschaft der Division I
- 2012 Aufstieg in die Top-Division bei der U20-Junioren-Weltmeisterschaft der Division IA

## Karrierestatistik
(Legende zur Spielerstatistik: Sp oder GP = absolvierte Spiele; T oder G = erzielte Tore; V oder A = erzielte Assists; Pkt oder Pts = erzielte Scorerpunkte; SM oder PIM = erhaltene Strafminuten; +/− = Plus/Minus-Bilanz; PP = erzielte Überzahltore; SH = erzielte Unterzahltore; GW = erzielte Siegtore; 1 Play-downs/Relegation; Kursiv: Statistik nicht vollständig)